# Elizabeth Chamber
Elizabeth Chamber, även känd som Elizabeth Stonor, född okänt år, död efter 1602, var en engelsk hovfunktionär.
Hon var dotter till Geoffrey Chamber. Hon gifte sig första gången med Sir Walter Stonor (d. 1551), andra gången med Reginald Conyers (d. 1560), tredje gången med Edward Griffin (d. 1569) och fjärde gången med Oliver St John, 1st Baron St John of Bletso (d. 1582). 
Elizabeth Chamber var anställd som hovdam åt samtliga av Henrik VIII:s hustrur. Hon hade positionen som Mother of the Maids, vilket innebar att hon hade ansvaret för drottningens unga hovfröknar. 
Hon tillhörde de hovdamer som utnämndes åt Anne Boleyn under hennes fångenskap i Towern 1536, med uppgift att agera som kungens spioner. 